# بليدج
بليدج هو منتج تنظيف من إنتاج SC جونسون & الابن .  تم بيعه لأول مرة في عام 1958 ،  ويستخدم للمساعدة في تنظيف الغبار . يُعرف بليدج باسم بليز في فرنسا وبليم في الأرجنتين.  في العديد من البلدان، يباع باسم برونتو. 